# Ferenc Szabó (Komponist)

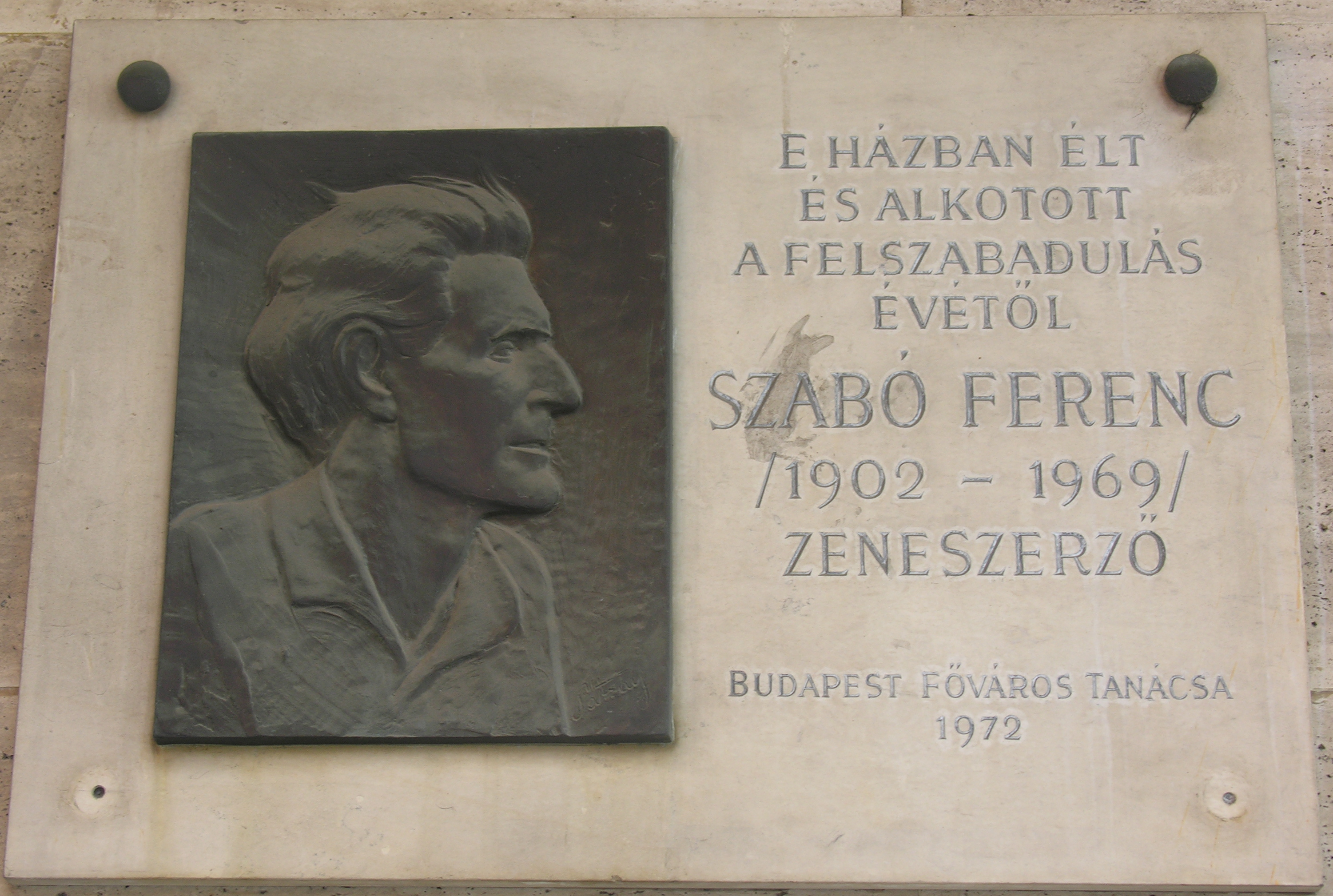
Gedenktafel für Ferenc Szabó in der Hollán Ernő u. 33 im XIII. Budapester Bezirk

Ferenc Szabó [ˈfɛrɛnts ˈsɒboː] (* 27. Dezember 1902 in Budapest; † 4. November 1969 ebenda) war ein ungarischer Komponist.

## Leben
Szabó war an der Musikakademie Budapest Schüler von Leó Weiner und Zoltán Kodály. Er war ab 1945 dort Lehrer und von 1957 bis 1967 Leiter dieses Institutes. 
Er komponierte zwei Orchestersuiten und eine Suite für Kammerorchester, eine Orchesterrhapsodie, kammermusikalische Werke, Sonaten, Kantaten und Lieder und Filmmusik. Als sein Hauptwerk gilt das Oratorium Stürmend erhob sich die Flut für Tenor, Chor und Orchester aus dem Jahr 1955 auf Texte von Sándor Petőfi.

## Filmmusik
- 1934: Der Aufstand der Fischer (Восстание рыбаков. Wosstanie Rybakow)